# 扬·基灵斯基

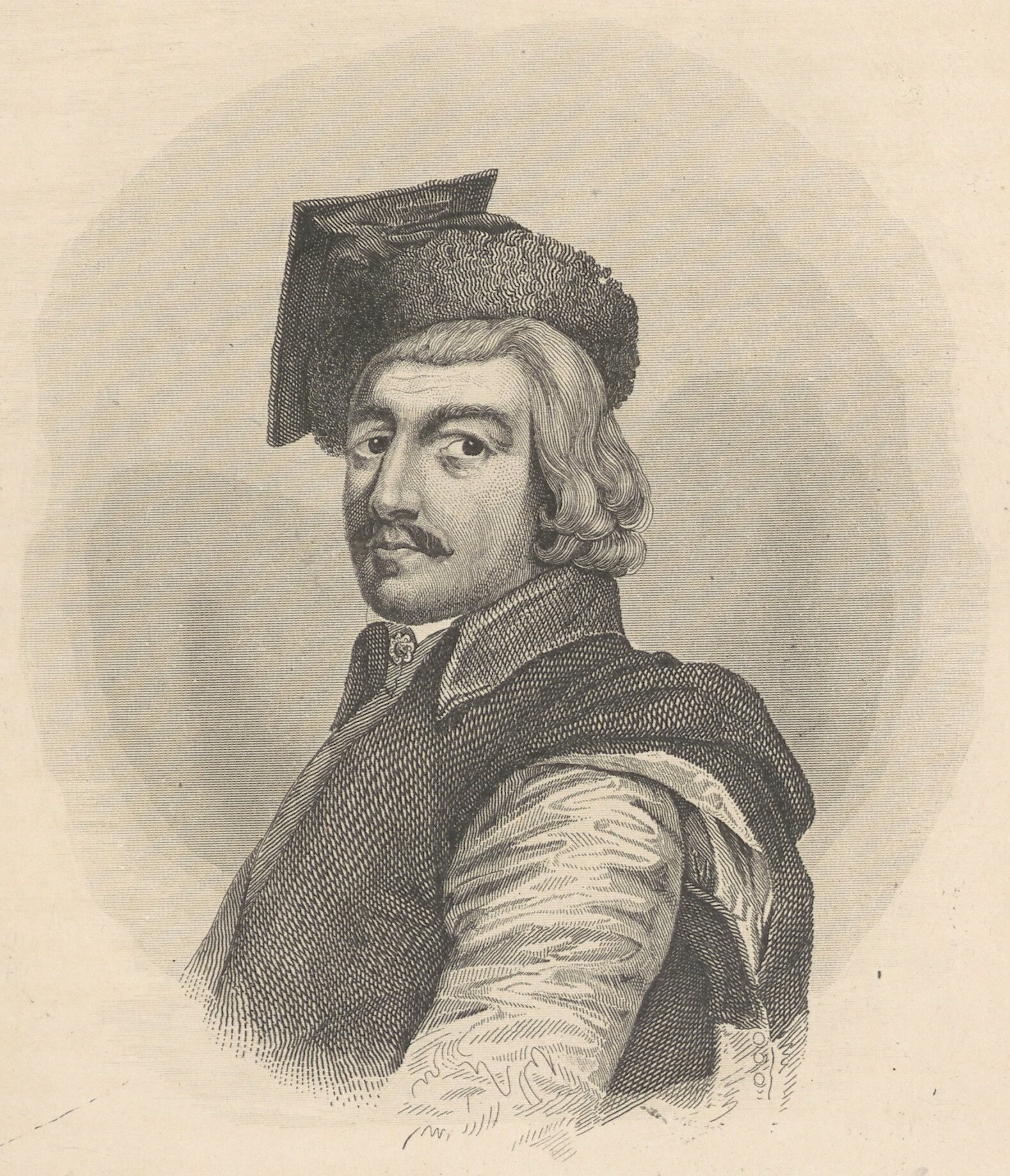
扬·基灵斯基

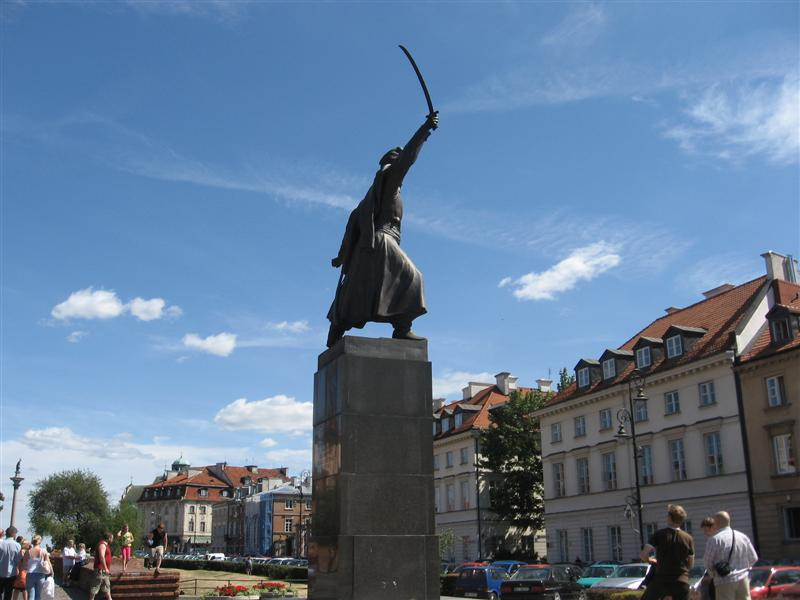
华沙基灵斯基纪念碑，斯坦尼斯瓦夫·亚茨科夫斯基建

扬·基灵斯基（波蘭語：Jan Kiliński，1760年—1819年1月28日）是科希丘什科起义中的一位司令。虽然他的职业是鞋匠，但是他指挥了反抗驻华沙俄卫兵的1794年的华沙起义。他也成为波兰临时政府成员。
扬·基灵斯基生于大波兰历史地区的小镇特热梅什诺。在1780年他定居华沙，他于1788年在那里成为制鞋师傅。他是那时的著名市民之一，曾在1791年到1793年三次成为城市委员会成员。在1794年的华沙起义中，基灵斯基建立一支国家民兵组织并领导他的军队，与正规军一齐反抗俄占领军。他于该年的4月19日在俄罗斯撤军的情况下，向科希丘什科起义军签发入华沙通行证，并进入临时管理城市的临时委员会。
委员会在后来被解散，并将权力集中于塔得乌什·科希丘什科手里，基灵斯基这时专注于强化他的民兵。他的部队人数增至20000人，并于1794年6月28日被与波兰正规军派往前线。同年7月2日，科希丘什科将基灵斯基晋升为上校。在起义失败后，基灵斯基遭到普鲁士当局逮捕，并被引渡到俄罗斯那里，俄罗斯人将他囚禁于圣彼得堡彼得和保罗要塞中。在于1796年被释放后，它曾暂时居于维尔纽斯。但是，他因密谋反抗沙皇统治再次遭到逮捕，并流放至俄罗斯。在他回到华沙定居时，于1819年1月18日逝世。基灵斯基被葬在波万兹基公墓教堂里。他的自传在死后于1830年和1899年出版（第一卷和第二卷分别出版）。
利沃夫的一座公园以他的名字命名为基灵斯基公园 （页面存档备份，存于）。